# Adelinów (województwo łódzkie)
Adelinów – wieś w Polsce położona w województwie łódzkim, w powiecie piotrkowskim, w gminie Sulejów.
W latach 1975–1998 miejscowość należała administracyjnie do województwa piotrkowskiego.